# بيوس توماس دسوزا
بيوس توماس دسوزا (بالإنجليزية: Pius Thomas D’Souza)‏ هو كاهن كاثوليكي هندي، ولد في 4 مايو 1954 في مانغلور في الهند.